# جبل وسلات

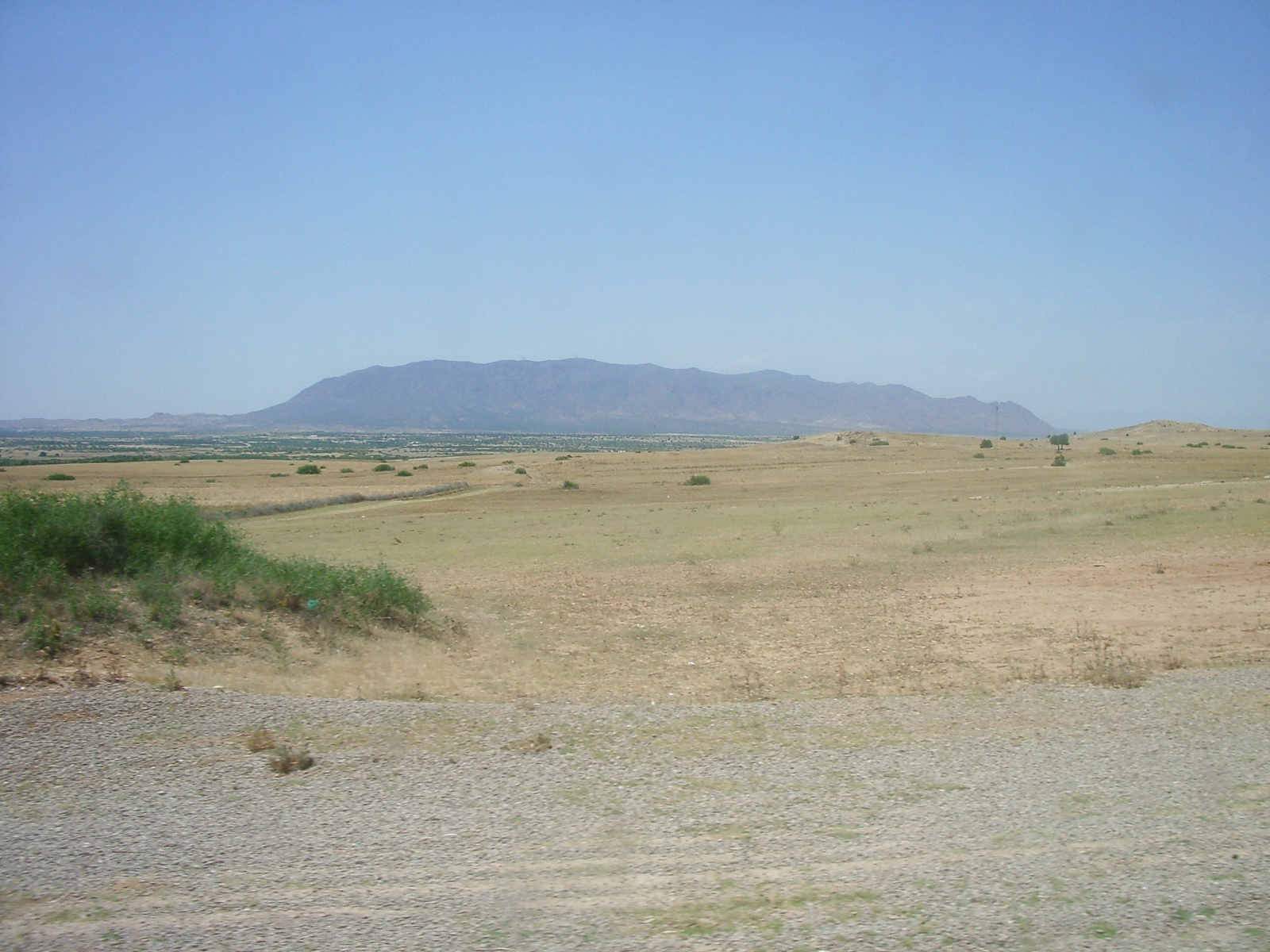
جبل وسلات

جبل وِسْلاَت جبل يقع بوسط الجمهورية التونسية، شمال غربي مدينة القيروان. يبلغ ارتفاعه 887 م.
يمتد جبل وسلات مسافة خمسة شر كيلومتلرا تبدأ شمال حفوز وتنتهي بعين جلولاء تنحدر منه أودية عديدة بكل الاتجاهات أغلبها باتجاه المشرق والمغرب به قرى عديدة مهدمة كانت مأهولة في القرون الوسطى ب «الوسالتية» وتركوا آثارا كثيرة تخبر عن نمط عيشهم القائم أساسا على الفلاحة والرعي حجارة الجبل رخامية وهي من أجود أنواع الرخام في تونس لم يستغل منها غير مقطع صغير في الشريشيرة 
بالجبل مقامات عديدة أهمها سيدي على الغربي وسيدي سعد بوحديدة 
غطاؤه النباتي كثيف من جهة الجنوب وتعرى الجبل أو كاد من جهة الشمال لكثرة ما استنزف عبر العصور 
بالجبل غابات زياتين لا تحصى يقتات منها إلى اليوم بعض سكان السهول المجاورة 